# Azuurstuittangare
De azuurstuittangare (Poecilostreptus cabanisi synoniem: Tangara cabanisi) is een zangvogel uit de familie Thraupidae (tangaren). De vogel werd in 1866 door Philip Lutley Sclater in Ibis geldig beschreven en daarbij afgebeeld door Joseph Smit. Het is een bedreigde vogelsoort uit Mexico en aangrenzend Guatemala.

## Kenmerken
De vogel is 15 cm lang en overwegend blauw en grijs van kleur met schubvormige donkere vlekken. De kruin is paarsblauw en rond het oog is een donker masker. De mantel is groen geschubd en daaronder zijn de schouderveren bijna zwart met een lichtblauwe vlek, net als de rest van de bovenvleugel, met ook weer een lichtblauwe vleugelvlek. De borst en buik zijn blauwgrijs met een band van schubvormige zwarte vlekjes op de bovenborst. De stuit en de staartveren zijn grijsblauw.

## Verspreiding en leefgebied
Deze soort komt voor in de Sierra Madre van Chiapas in Zuid-Mexico en aangrenzend Guatemala. Het leefgebied is natuurlijk, groenblijvend loofbos in bergachtig gebied meestal op 1400 m boven zeeniveau tot op 1900 m. De vogel wordt ook wel in aangrenzend agrarisch gebied zoals koffieplantages waargenomen.

## Status
De azuurstuittangare heeft een beperkt verspreidingsgebied en daardoor is de kans op uitsterven aanwezig. De grootte van de populatie werd in 2016 door BirdLife International geschat op 1500 tot 7000 individuen en de populatie-aantallen nemen af door habitatverlies. Het leefgebied wordt aangetast door ontbossing waarbij natuurlijk bos wordt omgezet in koffieplantages en gebied voor menselijke bewoning. Om deze redenen staat deze soort als bedreigd op de Rode Lijst van de IUCN.